# 랑엔펠트 (노르트라인베스트팔렌주)
랑엔펠트(Langenfeld)는 독일 노르트라인베스트팔렌주의 도시이다. 뒤셀도르프와 쾰른 사이에 위치해있다.

## 방송
- JTBC 내 친구의 집은 어디인가 독일 편 다니엘 린데만의 고향이기도 하다.